# レポ取引 (国内短期金融市場)
レポ取引（レポとりひき）とは、短期金融市場で行われる金融取引であって、手元にある債券（主として日本国債）と現金を、一時的に、融通し合うものをいう。
「レポ」の語源は、Repurchase Agreement（買戻し契約）である。
レポ取引（広義のレポ取引）には、債券の条件つき売買である「現先取引」と、「現金担保つき債券貸借取引」（狭義のレポ取引）がある。いずれも、スタート取引とエンド取引、往復2件一組の取引を行うことにより、現金の取り手（すなわち債券の出し手）が、現金の出し手（すなわち債券の取り手）に対し、取引金額と取引期間に見合った利息相当額を支払う仕組みとなっている。
法律構成は、前者が「有価証券の売買」、後者が「有価証券の貸借」と異なるが、金融取引として「経済的に同等」とされる。

## 概説
現先取引と現金担保つき債券貸借取引で、利息相当額を支払う仕組みは当然に異なる。
現先取引では、スタート取引の売買金額を元本とみて、これに利息相当額を加えたものをエンド取引の売買金額とする。
これに対し、現金担保つき債券貸借取引では、債券の取り手が債券の出し手に差し入れる現金担保（債券の時価に対して100％）について、取引の終了時に、利息を加えたものを返還する。債券の取り手が債券の出し手に支払う品貸料と相殺して、現金担保を元本とみた場合の利息相当額とする。
なお、レポ取引には、特定の銘柄を調達する際に利用するSC取引（Special Collateral、特定銘柄取引。証券取引的性格が強い）と、手元にある債券を用いて決済資金を調達する際に利用するGC取引（General Collateral、非特定銘柄取引。金融取引的性格が強い）がある。

## 現先取引の歴史
「現先」の語源は、「現物買いの先物売り」である。
証券会社が仲介する「金融取引」として発達した。証券会社は、銀行でないので、金融取引の仲介を行うことができなかった。現先取引は、形式的には「有価証券の売買」なので、証券会社が仲介することができた。

### 証券会社の滞貨処理の手段
1948年証券取引法により起債市場が再開されたが、募集残や打ち返し玉を抱える引受証券会社の資金繰りは悪化しがちだった。当時の債券市場では、円滑な国債消化を促すため、発行市場と流通市場の利回りに人為的な差異が設けられていて、新発債を買った投資家が市中で単純売却すると、売却損の計上を余儀なくされる状態にあった。引受証券会社にしても、売却損の計上を避けながら、手元にある債券を用いて資金調達しようとすると、単純売却ではなく、「買戻し条件つき売却」を行う必要があった。
その後、1961年1月から公社債投信の設定が始まった。当時の公社債投信は、債券流通市場が未発達のまま、バイ＆ホールド（満期保有）を前提に長期債を信託財産に組み入れ、組み入れた債券の時価でなく、理論価格に基づいて基準価額を計算していた。同年9月以降の金融引き締めにより、解約額が設定額を上回るようになると、投資信託の解約売りに買い向かう証券会社の資金繰りが悪化し、やはり買い取った債券を「買戻し条件つき売却」で売りつなぐ必要が生じた。

### 短期資金の運用、短期資金の調達
1966年頃から、増収の一方で設備投資の落ち着いた事業法人の資金繰りが大幅に改善された。事業法人は、銀行でないので、短期の余裕資金の運用に、銀行間市場（インターバンク市場）で行われるコール取引を利用することができなかった。そこで、運用ニーズのある事業法人は、代わりに、短期の債券運用を行うようになった。
同じ頃、貸出が増勢となった都市銀行の資金繰りが悪化した。1967年以降の金融引き締めにより、コールレートが上昇し、既発債市場が弱含んだ。その状況で都市銀行が資金ニーズに合わせて保有債券を売却すると、売却損の計上を余儀なくされる。
こうして昭和40年代以降、事業法人による買い現先、都市銀行による売り現先、それぞれのニーズが強まり、オープン市場（＝短期金融市場のうち銀行でない投資家も参加できるもの）において、証券会社が仲介する「委託現先」が活発に行われるようになった。
| 取引の別 | 取引の形態 |
| -------- | --- |
| 自己現先 | 証券会社が自己保有債券の売主となる場合 |
| 委託現先 | 債券の保有者（売主）と資金の保有者（買主）の間に証券会社が介在し、証券会社が債券の保有者との間では買主になり、資金の保有者との間では売主となる場合 |

### 証券会社の自己現先
さらに昭和50年代に入ると、国債の大量発行によって、引受証券会社の資金ニーズも膨張し、自己現先が活発に行われるようになった。現先取引は「有価証券の売買」であって、有価証券取引税が課される分だけ高コストだったが、証券会社は証券不況（1964～65年）の後、コール市場での資金調達の途が閉ざされたため、資金調達を自己現先に頼らざるを得なかった。
現先取引はここまで、金利規制下における唯一の「自由金利」市場として拡大発展してきた。しかし、昭和50年代後半から金利自由化が進むと、競合商品に押されて地位が相対的に低下し、特に課税債券（有価証券取引税が課される長期国債や利付金融債など）の現先取引は、事実上、消滅した。1986年1月から、日銀の政府短期証券（FB）の売りオペが、市中売却方式から現先方式に変更されると、現先取引の対象は、政府短期証券（FB）や割引短期国庫債券（TB）などの非課税債券にシフトする形で、現先取引全体としては縮小した。

### 監督当局の“認知”
現先取引は、コール市場や手形割引市場と違って、監督当局に”認知”されないまま拡大発展した。そのため、昭和40年代以降、①証券会社がその財産的基礎に比して過大な自己現先を行う、②委託現先に介在する証券会社が大きなリスクを負う、③市場実勢から乖離した売買価格が用いられる、などの問題が顕在化した。
大蔵省は1974年から、本省監理会社（大手証券22社、当時）に対する指導を行い、同年2月以降、各社が個別に自主ルールを策定するなどした。その効果が必ずしも十分でなく、また、このルールを財務局監理会社にも適用するため、1976年3月、通達「債券の条件付売買の取扱いについて」（1976年蔵証287号）を発出した。これを受けて、証券業協会も翌4月、自主規制ルール「現先売買に関する業務方法書の変更手続等について」を策定した。この1976年3月通達により、現先取引は、証券会社の行う「債券の条件つき売買」として”公認”された。証券会社はそれぞれ「債券の条件付売買取扱規程」を定め、その「契約書の記載基準」に従った契約書を相手方と締結した上で、現先取引を行うこととされた。
後年、1992年公正確保法（証券取引等の公正を. 確保するための証券取引法等の一部を改正する法律）（1992年法律73号）により、証券業協会を証取法上の認可法人とし、その自主規制機能を強化することとなった。現先取引に関する一連の通達・事務連絡は1992年7月に廃止され、代わりに、証券業協会において次の自主規制ルールが策定され、翌8月に施行された。
- 債券の条件付売買取引の取扱いについて
- 債券の着地取引[19]の取扱いについて
- 債券の空売り及び貸借取引の取扱いについて
- 選択権付債券売買取引[20]の取扱いについて

レポ取引は、現先取引、現金担保つき債券貸借取引とも、自主規制ルールに従って行われる。証券会社は、顧客を相手方としてレポ取引を行う場合には、予め基本契約書を締結した上で、取引ごとに個別取引契約書を締結し、または個別取引明細書を交付（省略可）して行う。なお、法律に基づく取引報告書の交付は、1994年改正法により同年7月以降、省略できるようになっている。

## 現金担保つき債券貸借取引の歴史

### 価格リスクのヘッジ手段
1975年度から国債の大量発行が始まり、1981年金融4法（翌1982年4月施行）により銀行に「公共債に関する証券業務」が解禁された。1984年6月からディーリング業務を始めた銀行が、1年経過後からそれぞれフル・ディーリングを始めるようになると、債券市場は拡大の一途を辿った。そのため、市場参加者は、価格リスクのヘッジ手段としての「債券の空売り」の解禁を求めるようになった。
「有価証券の空売り」は、1948年証券取引法で禁止されていたが、うち取引所取引に係る空売り規制（明示義務、価格制限）について、「有価証券の空売に関する規則」（1948年証券取引委員会規則16号）が定められていた。なお、1985年9月の債券先物取引のスタートに合わせて、この規則に基づく空売り規制は「大蔵省令で定める取引」には適用されないとされ、「有価証券の空売に関する規則第一条に規定する取引を定める省令」（1985年大蔵省令51号）が定められた。

### 債券貸借取引市場の創設
1987年5月事務連絡「債券の空売りの取扱いについて」が発出されて、まず、約定ベースの空売り（受渡日以前に買戻しを行う方法）が解禁された。翌1988年9月「国債市場の整備等について」にて、流通市場の振興策として、「貸し証券市場整備及びショートセールについて検討を開始する」旨が発表された。そうして1989年5月、事務連絡「債券の空売り及び貸借の取扱いについて」が発出され、空売りの受渡し（受渡日以前に買戻しを行わず、債券の貸借取引により借り入れた債券を受渡しに用いる方法）も許され、これによって債券貸借取引市場が創設された。
しかし、現先取引と債券貸借取引を制度上、区別し、差異を設ける必要が生じたため、1987年5月事務連絡が発出された際、債券貸借取引について、現金担保の付利制限と取引担保金の額に係る下限規制が設けられた。これらの規制は、1992年7月に策定された自主規制ルールにも継承された。仕組み上、現金担保つき債券貸借取引を行うことが難しくなり、債券貸借取引は無担保が主流となった。1995年2月のベアリング証券の巨額損失事件で信用リスクが顕在化すると、債券貸借取引に慎重姿勢を示す市場関係者が増えた。

### 日本版レポ取引市場の創設
国債のアウトライト取引（条件をつけない単純な売買。買切り取引または売切り取引）の決済は、長く、特定日決済が続けられていた。約定日によっては受渡日までの日数が長く、その間、債券ディーラー（証券会社）は受け渡すべき債券を、調達コストゼロで、他の目的のために転用できた。特定日に行われる決済は連鎖しているから、1件の決済不能が全体の決済不能に連鎖するなど、決済リスクが高まりやすい。
決済リスクは、相殺などにより未決済残高を減らしたり、約定から清算までの期間を短縮したりすることにより低減できる。そこでまず、決済期間の短縮が図られた。1986年7月に月2回から月3回（決済期間は最長20日）へ、翌1987年8月に月3回から月6回（いわゆる5・10日決済。決済期間は最長11日）へ、自主規制により決済の頻度を増やして決済期間を短縮した。
さらに、1989年3月のG30勧告で、「ローリング決済方式を全ての市場で採用し、1992年迄に決済日をT+3にすること」とされた。決済期間が短くなれば、その分だけ、決済リスクは低減されるが、決済のための国債と資金が追加的に必要となるため、調達手段を別に確保しなければならない。そこで債券貸借取引制度を見直すこととなり、1995年7月「経済対策」にて付利制限の廃止、同年12月「証券分野の規制緩和等について」にて下限規制の撤廃がそれぞれ発表され、証券業協会の自主規制ルール「債券の空売り及び貸借取引の取扱いについて」が直ちに改正された。また、翌1996年3月に「債券貸借取引に関する基本契約書」の参考様式が改正されて、現金担保（債券の時価に対して100％）つき債券貸借取引市場（日本版レポ取引市場）が創設された。
日銀は1997年10月、「金銭を担保とする国債の借入基本要領」を策定し、同年11月以降、国債借入オペ（金銭を担保とする国債借入オペレーション。レポ・オペ）を開始した。

## 新現先取引（2001年4月～）
現先取引と現金担保つき債券貸借取引は、外国為替等審議会が指摘したとおり、それぞれ次の問題を抱えていた。
| 取引                               | 問題点 |
| ---------------------------------- | --- |
| 短期国債の現先取引                 | 取引期間中のリスク管理の仕組みや取引相手がデフォルト（債務不履行）を起こした場合の取扱いに関する規定が未整備である。                                                           |
| 利付国債の現金担保つき債券貸借取引 | …売買形式をとる欧米のレポ取引とは異なっている。…非居住者が稼得する現金担保への利息に対し、源泉徴収課税が行われる可能性があることなどから、非居住者の参入が殆どみられていない。 |

当時、「有価証券の売買」には有価証券取引税が課されたため、グローバル・スタンダードに沿ったレポ取引市場（債券の条件つき売買を行うもの）を創設することができなかった。しかし、その有価証券取引税は1999年3月に廃止された。そこで実務経験者からなる「債券貸借取引等研究会」（1998年7月設立。現・債券現先取引等研究会。レポ研）の提言を受け、証券業協会（現先売買取引等の整備・拡充に関するワーキング）による検討が続けられ、欧米で主に使用されているレポの基本契約書（GMRA; Global Master Repurchase Agreement）をベースに「債券等の現先取引に関する基本契約書」が策定され、最終的に2000年10月に自主規制ルール「債券等の条件付売買取引の取扱いについて」が全面改正された。
こうして、次の特徴を備えた「新現先取引」が、2001年4月にスタートした。新現先取引は、ミクロ的には「リスク管理手法が盛り込まれた新しい現先取引」という性質を帯びる一方、マクロ的には「業態規制の撤廃や税制改革によって…売買形式による資金取引として明確に規定することが可能になった」という意義を持っていた。
日銀は2002年9月、「国債の条件付売買基本要領」を策定し、同年11月以降、それまでの短期国債現先オペと国債借入オペを「新現先オペ」に一本化した。
| 特徴                                                   | 特徴                                                   | 内容                                                                                                |
| ------------------------------------------------------ | ------------------------------------------------------ | --------------------------------------------------------------------------------------------------- |
| リスク・コントロール条項                               | 売買金額算出比率（ヘアカット）の適用                   | 対象債券の価額と基準担保金額の間にバッファーを設ける（市場リスクや信用リスクの低減）                |
| リスク・コントロール条項                               | 担保の管理等（マージン・コールの導入）                 | 差し入れられている債券の価額が下落した場合、担保金の不足額をいつでも相手方に請求できる。            |
| リスク・コントロール条項                               | 再評価取引（リプライシング）の適用                     | 取引をいったん終了し、同種同量の対象債券について、その時点の時価に基づく同レートの別の取引を行う。  |
| 取引対象債券等の差換え（サブスティテューションの適用） | 取引対象債券等の差換え（サブスティテューションの適用） | 取引の途中で、差し入れている債券を、同等以上の価額の代替債券に変更する。                            |
| 一括清算条項                                           | 一括清算条項                                           | 当事者のいずれかが債務不履行になった場合、基本契約に基づく債権債務を1つの金銭債権債務に置き換える。 |

ただ、現先取引であれ、現金担保つき債券貸借取引であれ、資金と担保の同時受渡や、担保の時価評価・値洗いが必要で、事務負担やシステム対応に大きな投資が必要となる。それゆえ、新現先取引のスタート後も、レポ取引の中心は現金担保つき債券貸借取引のままで、新現先取引が現金担保つき債券貸借取引に取って代わるのは、2018年5月の決済期間短縮化（アウトライト取引のT+1決済化）の後のこととなった。

## 銘柄後決め現先取引（2018年5月～）

### T+3決済からT+2決済へ
2008年9月のリーマンショックで各国の金融市場は大混乱に陥るも、決済制度の整備を進めていた日本の国債流通市場はシステミックリスク（＝一部の機能不全が金融システム全体に波及するリスク）を回避できた。しかし、フェイル（＝対象債券の受渡未了を債務不履行とせず許容する市場慣行）が多発し、信用リスクを嫌気してレポ取引が敬遠されるなどしたことから、決済リスクのさらなる低減が必要であることが明らかとなった。
リスク削減策のうち決済期間の短縮について、既に金融庁は、2007年12月に発表した「金融・資本市場競争力強化プラン」において、「国債取引の決済期間の短縮化を目指し、SPT化の促進やレポ市場の拡大等に向けた市場関係者間における検討を推進する」としていたが、さらに日本銀行も、2009年3月に公表した論文「リーマン・ブラザーズ証券の破綻がわが国決済システムにもたらした教訓」において、市場全体として取り組むべき課題として「国債決済サイクルの短縮（T+1化）」を掲げた。
そこで、証券受渡・決済制度改革懇談会（証券業協会が主宰して1999年7月設置）とその下部機関（証券決済制度改革推進会議。2003年5月設置）は、2009年9月に「国債の決済期間の短縮化に関する検討ワーキング・グループ」を設置し、検討を進めた。ワーキング・グループは、2010年6月に中間整理と工程表、同年12月に中間報告書を取りまとめた。これに従って、2012年4月23日約定分から、アウトライト取引は、それまでのT+3決済からT+2決済に移行した。必然的に、手元にある債券を使った決済資金の調達に利用されるGC取引は、T+1決済が主流となった。

### T+2決済からT+1決済へ
決済期間のさらなる短縮、すなわちアウトライト取引のT+2決済からT+1決済への移行について、2010年12月中間報告書は「相応にハードルが高く、検討には時間を要する」などとしていた。アウトライト取引をT+1決済に移行するためには、手元にある債券を使った決済資金の調達にGC取引を利用している市場参加者のために、GC取引をT+0決済としなければならず、「現行の約定実務や取引慣行等を大きく変更する必要が生じる可能性がある」からである。ワーキング・グループの2011年11月最終報告書では「これまで整理された課題の対応策とその実現可能性について、市場参加者、決済インフラ、関係当局を含めた幅広い協力の下、引き続き実現に向けて検討を行う」、「当面は2017年以降速やかにアウトライトT+1化を実現させることを目標とし、検討を進めていく」とされるに留まった。
アウトライト取引のT+2決済からT+1決済への移行の検討は、2012年度下期から始められた。野村総合研究所の2014年3月コンサルティング報告書を受けて、まず同年6月に暫定版、11月に「国債取引の決済期間の短縮（T+1）化に向けたグランドデザイン」が正式発表された。これにおいて「T+1化実施目標時期等について市場関係者全体でのコンセンサスの確立を目指す」とされたが、2015年6月に「所要のシステム開発を2017年夏頃までに終え、同年秋口からの総合運転試験等を十分に行った上で、2018年度上期のT+1化を目標とする」ことが決まり、さらに2017年2月に「2018年5月約定分からT+1決済に移行する」ことが決定された。

### 銘柄後決め現先取引のスタート
こうして2018年5月約定分から、アウトライト取引はT+1決済となり、同時に、「GCレポ（T+0）取引」として、新たに「銘柄後決め現先取引」がスタートした。
銘柄後決め現先取引は、銘柄割当機関ともなるセントラル・カウンターパーティー（中央清算機関、CCP; Central Counterparty Clearing (House))であるJSCC（日本証券クリアリング機構; Japan Secirities Clearing Center）が設定する銘柄バスケットを取引の対象とし、債券の取り手（すなわち現金の出し手）に割り当てられる個別銘柄は、約定時でなく、決済時に、自動的に決定される。それまでのGCレポ（T+1）取引（銘柄先決めの現金担保つき債券貸借取引）の煩雑な手作業事務をシステム処理化することにより、T+0決済（約定日の当日中の決済）を可能としたものである。すなわち、日本におけるCCPであるJSCCが米国におけるトライパーティーの役割を果たし、トライパーティーレポと同様の取引を実現するというものである。なお、銘柄後決め現先取引は、「JSCCへの参加を前提にJSCCが提供する機能」であるため、同社の清算参加者でないと行うことができない。
グローバル・スタンダードに沿ったレポ取引市場とするため、取引形態は現先取引のみで、現金担保つき債券貸借取引は行われない。そのため、これに紐づけられるSCレポ（T+1）取引も、ワーキング・グループの企図したとおり、2018年5月までに市場参加者の体制整備が進んで、新現先取引にシフトすることとなった。